# Aure (fiume)
L'Aure è un fiume francese della Normandia, nel dipartimento del Calvados, affluente alla riva destra della Vire.

## Geografia
Lunga 82 km, nasce a Livry, presso Caumont-sur-Aure, e si dirige subito verso nord fino a Commes dove, dopo aver effettuata una svolta di 90°, prende la direzione verso ovest. Di qui costituisce il confine del Calvados fino alla fine del suo percorso, passando principalmente da Bayeux e da Isigny-sur-Mer, dove confluisce nella Vire, alla riva destra, meno di 3 chilometri prima dell'estuario di quest'ultima.
A Maisons, nella fossa del Soucy, essa s'interra sotto la falesia di Port-en-Bessin e forma poi una risorgiva al largo, nel mare della Manica.
Le corso dell'Aure si suddivide in due parti separate per più di 800 m senza alveo:
- l'Aure superiore scorre dalla sorgente a Caumont-sur-Aure fino a interrarsi nella fossa del Soucy (comune di Maisons);
- l'Aure inferiore scorre tra Maisons (sorgente secondaria) e Isigny-sur-Mer.

### Città attraversate
Caumont-l'Éventé, Bayeux, Saint-Vigor-le-Grand, Trévières, Isigny-sur-Mer.

### Comuni attraversati
Nel solo dipartimento del Calvados, l'Aure attraversa i ventotto comuni seguenti: Aurseulles, Bayeux, La Cambe, Canchy, Caumont-sur-Aure, Colombières, Commes, Ellon, Étréham, Formigny La Bataille, Guéron, Isigny-sur-Mer, Juaye-Mondaye, Longues-sur-Mer, Longueville, Maisons, Mandeville-en-Bessin, Monceaux-en-Bessin, Monfréville, Mosles, Osmanville, Saint-Germain-du-Pert, Aure sur Mer, Saint-Vigor-le-Grand, Surrain, Trévières, Trungy, Vaux-sur-Aure.

### Toponimi
L'Aure ha dato il suo idronimo ai quattro comuni seguenti del dipartimento del Calvados: Aure sur Mer, Aurseulles, Caumont-sur-Aure, Vaux-sur-Aure.

### Bacino versante
Le bacino idrografico dell'Aure si trova tra quello della Seulles a est e quelli di altri affluenti: della Vire, della Souleuvre e dell'Elle in particolare a sud e ad ovest. La confluenza con il fiume costiero è a nord-ovest del bacino.
Si noti che la maggioranza dei corsi si perde nella fossa del Soucy e la risorgiva si trova ne La Manica a Port-en-Bessin. In periodo di magra, il corso dell'Aure inferiore è così indipendente dal corso superiore.

### Organismo gestionale
Il Sindacato misto della Valle di Vire è stato sciolto il 13 aprile 2015. L'organismo gestionale è ormai il Sindacato della Vire e del Saint-Lois da dicembre 2014, ma l'agglomerato di Saint-Lô : " … assicura la competenza « restaurazione e manutenzione dei corsi d'acqua» sugli affluenti della Vire e della Taute. Per questo, un tecnico fluviale ha il compito di organizzare dei programmi di lavori poliennali. Poco visibili al grande pubblico, questi lavori sono realizzati per la maggior parte dei tempi su particelle agricole di concerto con gli abitanti locali".

## Affluenti
La parte centrale del bacino è occupata da quello del principale affluente, la Drôme del quale l'Aure riceve le acque a Maisons.
I suoi altri affluenti principali sono l'Esque, che confluisce tra Colombières e Canchy, e la Tortonne, a Trévières.
(rg=riva sinistra, rd = riva destra)
- Le Lieu Gueroult (torrente)
- Torrente de la Baronnie
- Le Vession (torrente)
- L'Aurette (rg)
- Torrente de Fumichon
- Torrente du Ponchot
- La Drôme (rg)
- Le Cachiau (torrente)
- Le Douet du Val (torrente)
- Le Douet de Riloques (torrente)
- Le Douet de Courtelay (torrente)
- La Tortonne (rg)
- L'Esque (rg)
- Torrente du Moulin Dannebey
- Torrente de la Bellaie

## Idrologia
Il suo regime idrologico è detto pluviale oceanico.

### L'Aure a Maisons
La portata dell'Aure è stata osservata per un periodo di 27 anni (1981-2008), a Maisons (Pont-Fatu) Il bacino del corso d'acqua è di 389 km2.
La sua portata media interannuale (modulo) è di 1.060 m3/s.

## Galleria d'immagini

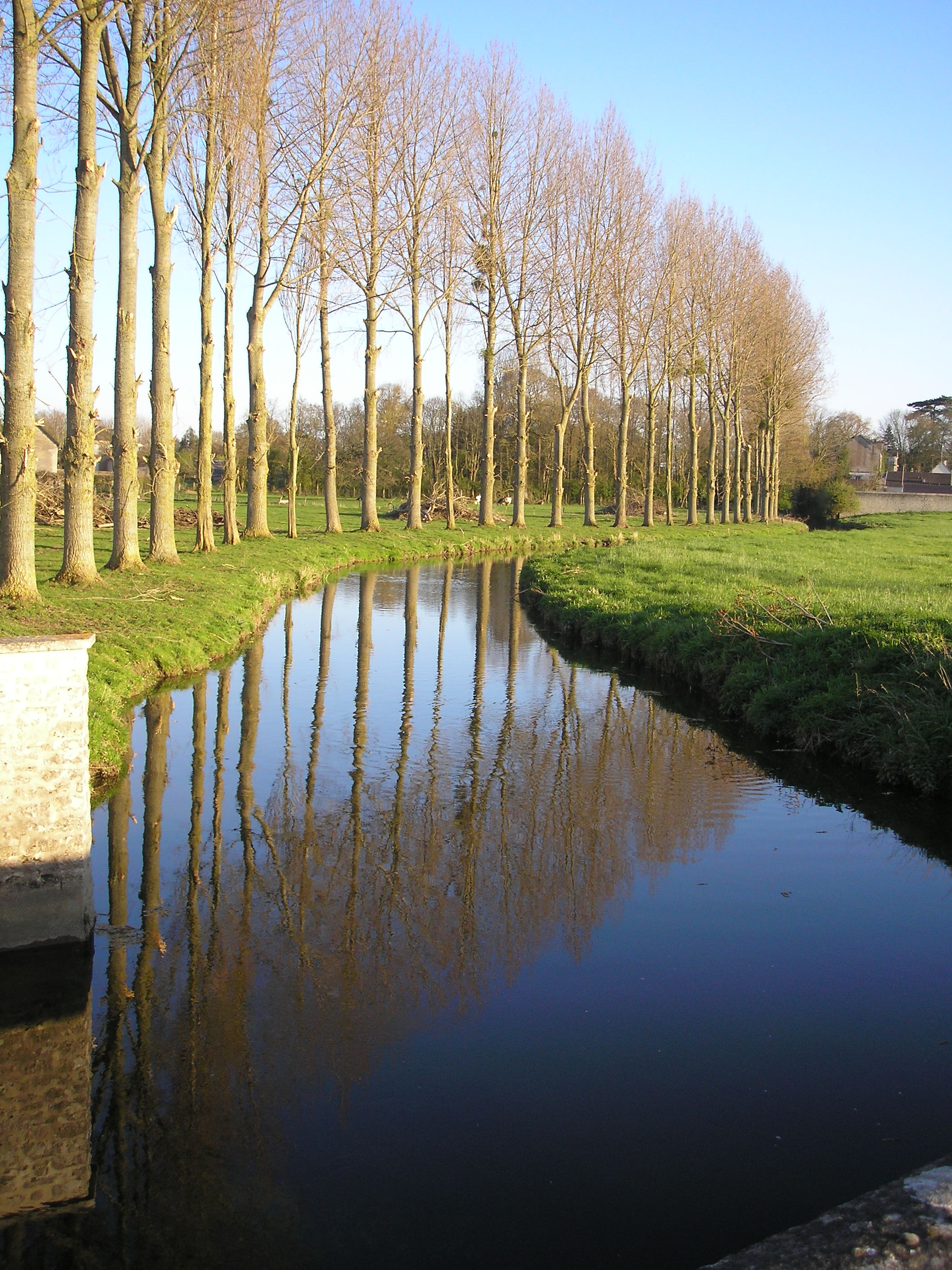
L'Aure a Vaux-sur-Aure.
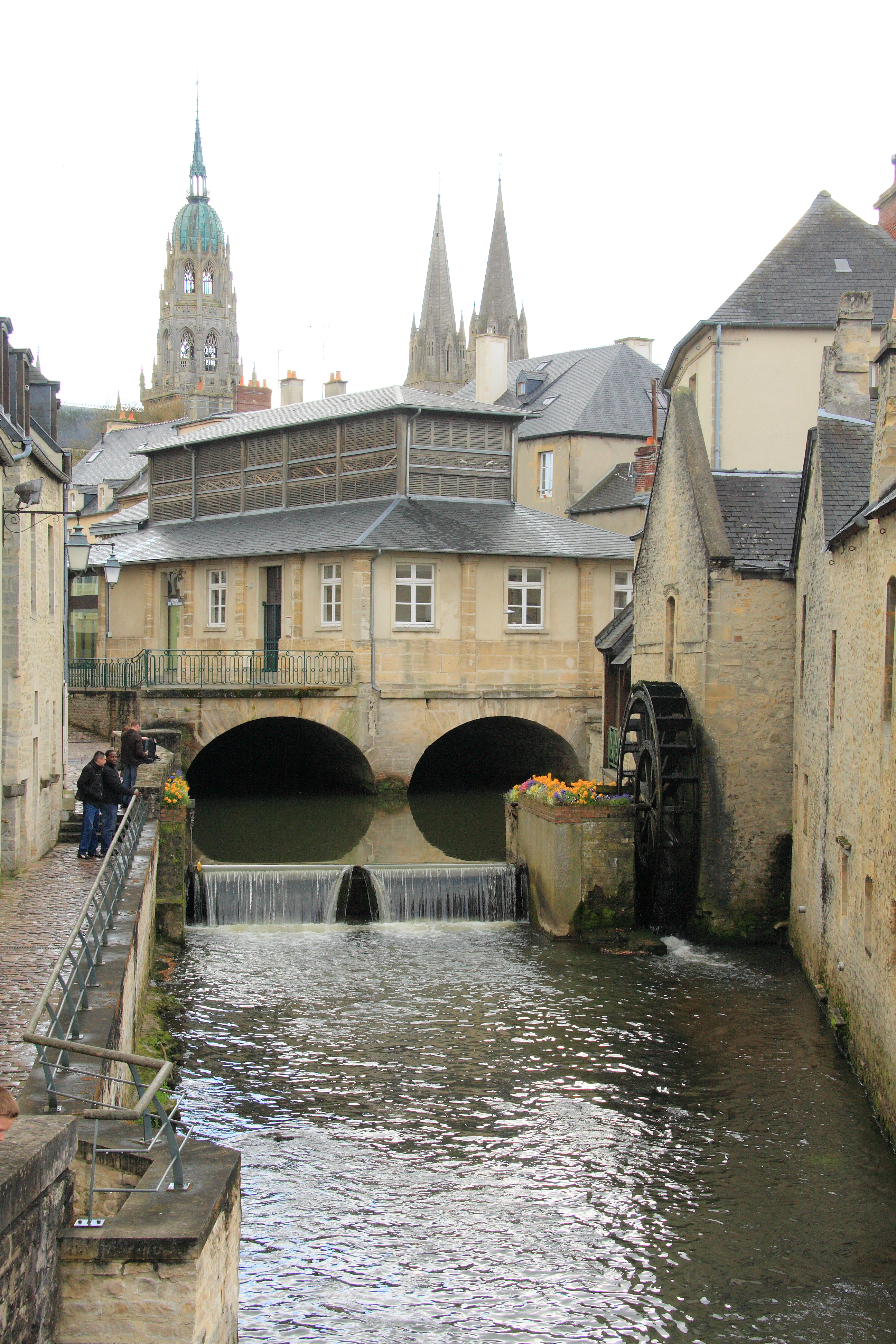
L'Aure a Bayeux.
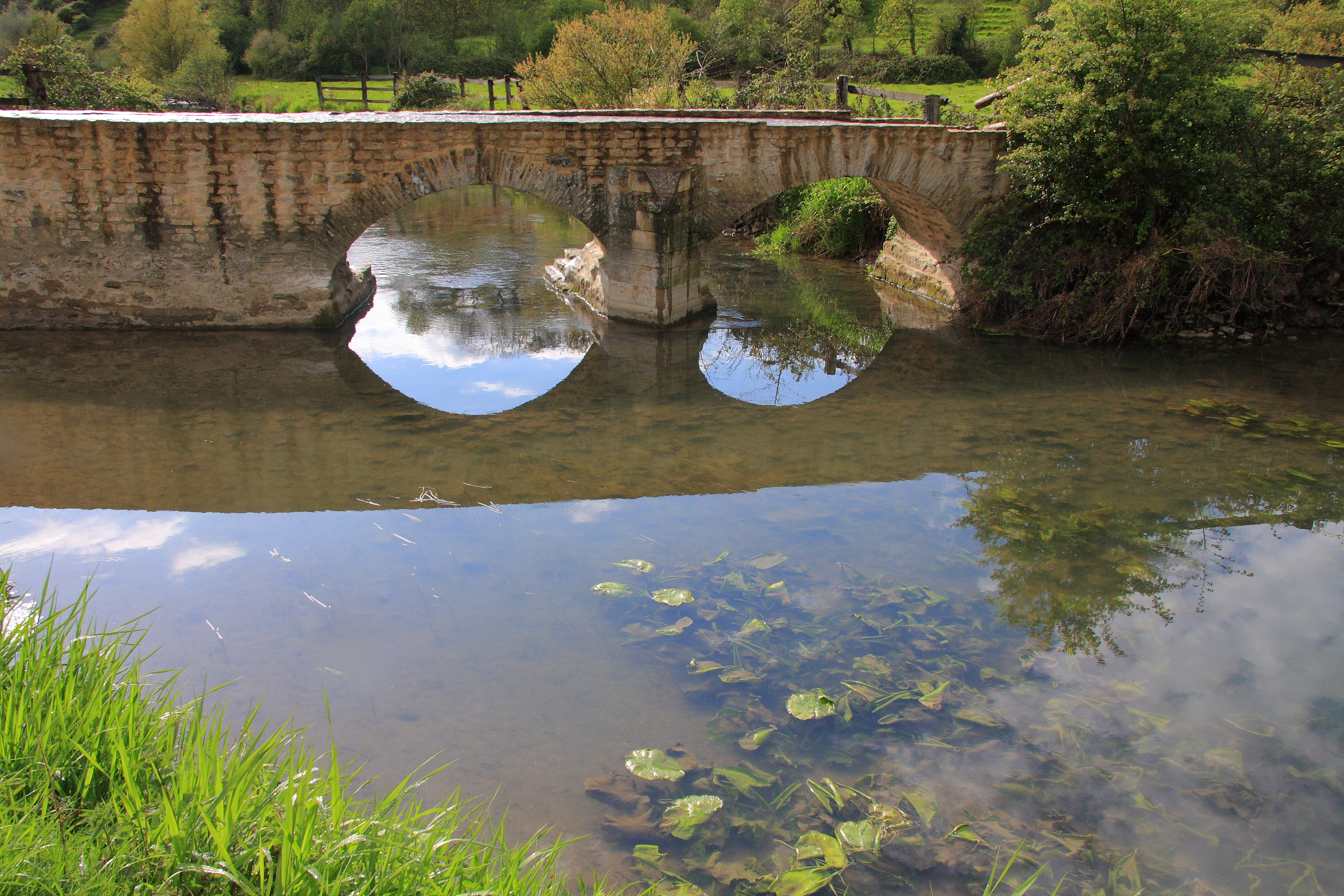
Il ponte del mulino a Trévières.
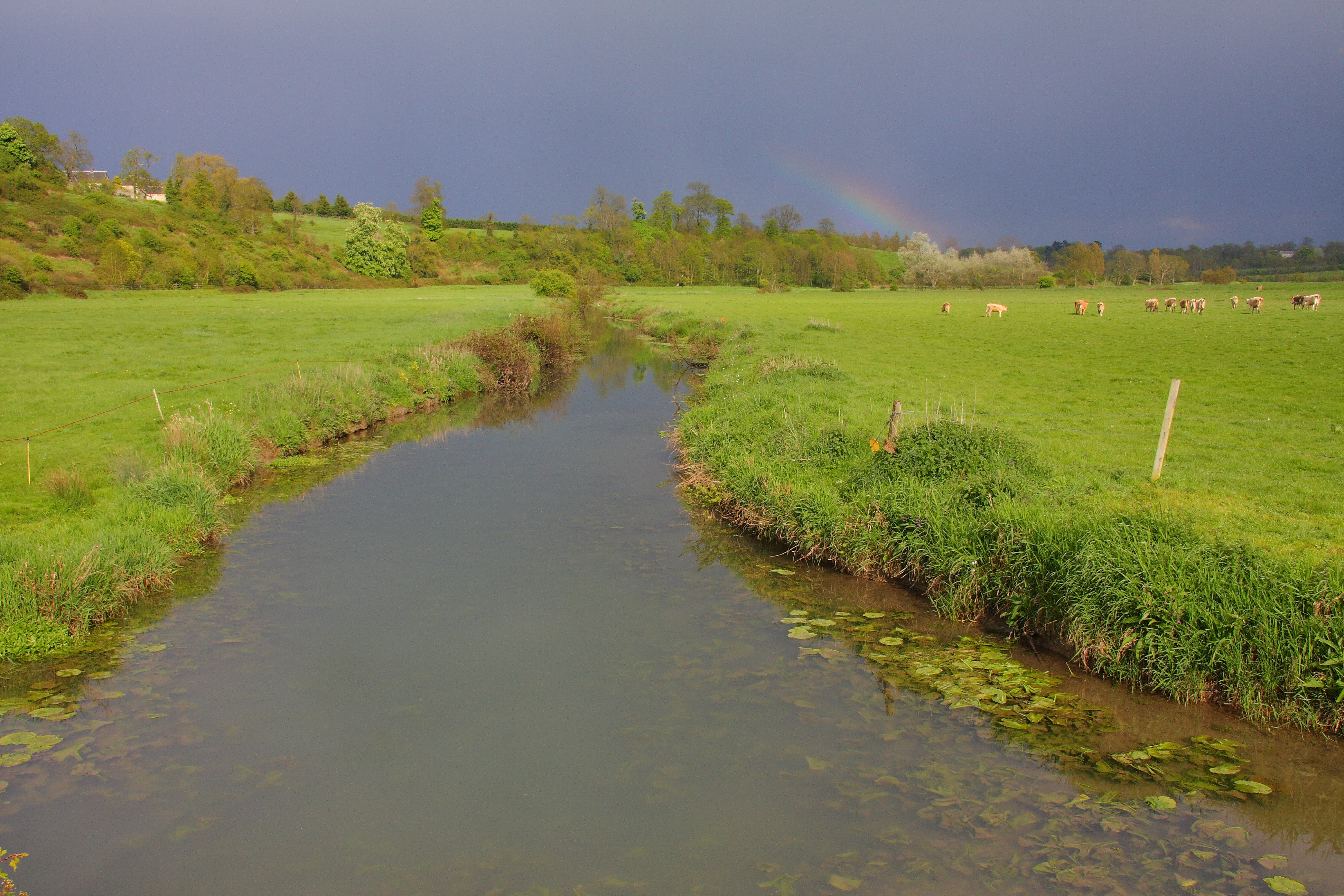
L'Aure a Trévières.